# Fabian Frei
Fabian Frei (Frauenfeld, 8 de janeiro de 1989) é um futebolista profissional suíço que atualmente joga como meio-campista do Winterthur e da Seleção Suíça de Futebol.

## Carreira
Frei começou sua em times de base do FC Frauenfeld, FC Winterthur e FC Basel até 2007, quando se tornou profissional.

### FC Basel
Foi contratado pelo FC Basel em 2007, por taxa não divulgada. Em 2009, foi emprestado para o FC St. Gallen, por um prazo de 2 anos. Em 2011, com o fim do empréstimo, voltou para o FC Basel e jogou pelo time até julho de 2015.

### Mainz 05
No dia 1 de julho de 2015, foi contratado pelo 1. FSV Mainz 05 por uma taxa de 3,6 milhões de euros, contrato válido até 30 de junho de 2019 e com valor de rescisão de 4 milhões de euros.

### FC Basel
Em 2018, Fabian Frei retornou para o FC Basel.

## Seleção Suíça de Futebol
Começou sua carreira pela Seleção Suíça de Futebol no Sub-16, participando de todas as seleções juvenis até 2011, quando começou a jogar pela seleção principal. Participou de 7 jogos, marcando apenas um golo e seu número de camisa é 7. Ele fez parte do elenco da Seleção Suíça de Futebol da Olimpíadas de 2012.

## Palmarés

### FC Basel
- Super Liga Suíça

Campeão: 2007–08, 2011–12, 2013–14, 2014–15
- Copa da Suíça

Campeão: 2008, 2012

### Seleção Suíça de Futebol
- Campeonato Europeu de Futebol Sub-21

Vice-campeão: 2011